# Paulo César Arango
Paulo César Arango (Palmira, Valle del Cauca, Colombia; 27 de agosto de 1984) es un exfutbolista colombiano. Jugaba como Mediocampista por las bandas y su último equipo fue el Caracas F.C. de la Primera División de Venezuela.
Su hermano Johan Arango también es futbolista.

## Trayectoria

### Inicios
Inició su carrera deportiva en América de Cali, debutando con el equipo profesional en el año 2003. Ese mismo año pasa a reforzar al Real Cartagena, con el objetivo de buscar el ascenso del equipo Primera División. Para el año 2005 regresa al América, donde en el segundo semestre comenzó a contar con mayor regularidad en el equipo escarlata, consiguiendo la confianza del entrenador Ricardo Gareca. Después de permanecer un año y medio con los rojos de Cali, es cedido a préstamo al Envigado Fútbol Club para el Torneo Finalización 2006.

### América de Cali
En 2007 regresó al América, entonces dirigido por Diego Edison Umaña, para el Torneo Finalización, mostrando un gran nivel en esa temporada y marcando goles importantes a equipos como el Deportivo Cali, lo cual sirvió para que los diablos rojos ganaran el clásico después de 2 años. Esa temporada anotó 5 goles con América siendo el máximo anotador del club en ese semestre, y convertido en pieza clave del equipo que logró el tercer puesto esa temporada.
Los escarlatas se reforzaron mejor para el 2008, logrando el subcampeonato del Torneo Apertura y el título del Finalización 2008. Arango anotó 13 goles ese año con los diablos rojos, y fue titular indiscutible para el equipo de Umaña. Gracias esa continuidad logró ser convocado con la Selección Colombia de mayores, tras mostrar con el equipo americano sus características de juego veloz, fuerza física y gran definición y potencia en media distancia.
Continuó con los escarlatas para el 2009, año en que Arango bajo su nivel, consiguiendo solo 2 goles en un año nefasto para el equipo americano. Al término del 2009 sale junto a otros 17 futbolistas del club americano por las dificultades económicas y el retraso en los pagos por parte del club.

### Junior de Barranquilla
Posteriormente, es confirmado como refuerzo del Junior, club con el que sale campeón del Torneo Apertura 2010 de nuevo con Umaña como entrenador. Sin embargo un bajón de nivel y presuntos actos de indisciplina lo tuvieron inactivo por casi un año.

### América de Cali
Para el Finalización 2011 regreso al América, recuperando gran parte del nivel mostrado años antes, y consiguiendo algunos goles importantes para el equipo. Pese al aceptable desempeño del conjunto escarlata, al final del año el equipo perdió la categoría y descendió la Segunda División del Fútbol Profesional Colombiano. Después de esto, Arango fue confirmado para continuar con el los escarlata en la Primera B del fútbol colombiano, con el objetivo de retornar a la primera categoría. Durante el Apertura 2012 se convirtió en titular crucial del equipo dirigido por Eduardo Lara consiguiendo 11 anotaciones, con lo cual fue el goleador del conjunto escarlata ese semestre, en el cual lograron ganar el Torneo Apertura. No obstante, el América no pudo revalidar el título del Finalización, y no logró el ascenso directo ni por promoción. Arango bajo considerablemente el nivel en el segundo semestre, pero continuaría con el equipo escarlata para el próximo año.
Durante el 2013, Arango fue titular para el entrenador Diego Edison Umaña en la lucha por buscar el ascenso. Sin embargo, el objetivo finalmente no se logró y el América, pese a tener un gran año, continuó en la segunda categoría. Después de esto, Arango finalmente dejó el equipo, después de lograr 32 anotaciones en los últimos dos años y medio con el equipo escarlata.

### Atlético Bucaramanga
Con el club Atlético Bucaramanga se consagra campeón de la Primera B 2015 de Colombia.

### Caracas FC
El 2 de enero de 2016 es confirmado oficialmente como nuevo jugador del Caracas FC hasta diciembre de ese año. Debutaría con gol el 9 de febrero en la victoria 2-1 por la primera fase de la Copa Libertadores 2016 frente a CA Huracán aunque quedarían eliminados por un global dos a dos por el gol de visitante.
Actualmente se encuentra sin equipo, tras rescindir de mutuo acuerdo su contrato con el Caracas FC.

## Clubes
| Club                                 | Div.          | Temporada     | Liga  | Liga  | Copas | Copas | Internacional | Internacional | Total | Total |
| Club                                 | Div.          | Temporada     | Part. | Goles | Part. | Goles | Part.         | Goles         | Part. | Goles |
| ------------------------------------ | ------------- | ------------- | ----- | ----- | ----- | ----- | ------------- | ------------- | ----- | ----- |
| América de Cali · Colombia           | 1.ª           | 2003          | 1     | 0     | -     | -     | -             | -             | 1     | 0     |
| América de Cali · Colombia           | 1.ª           | 2005          | 20    | 0     | -     | -     | 1             | 0             | 21    | 0     |
| América de Cali · Colombia           | 1.ª           | A-2006        | 11    | 1     | -     | -     | -             | -             | 11    | 1     |
| América de Cali · Colombia           | 1.ª           | 2007          | 26    | 5     | -     | -     | -             | -             | 26    | 5     |
| América de Cali · Colombia           | 1.ª           | 2008          | 45    | 12    | -     | -     | 6             | 1             | 51    | 13    |
| América de Cali · Colombia           | 1.ª           | 2009          | 23    | 2     | -     | -     | 6             | 0             | 29    | 2     |
| América de Cali · Colombia           | 1.ª           | 2011          | 17    | 3     | 1     | 0     | -             | -             | 18    | 3     |
| América de Cali · Colombia           | 2.ª           | 2012          | 28    | 12    | 9     | 6     | -             | -             | 37    | 18    |
| América de Cali · Colombia           | 2.ª           | 2013          | 32    | 10    | 5     | 0     | -             | -             | 37    | 10    |
| América de Cali · Colombia           | Total club    | Total club    | 203   | 45    | 15    | 6     | 12            | 1             | 230   | 52    |
| Real Cartagena · (cedido) · Colombia | 2.ª           | 2004          | 12    | 1     | -     | -     | -             | -             | 12    | 1     |
| Real Cartagena · (cedido) · Colombia | Total club    | Total club    | 12    | 1     | 0     | 0     | 0             | 0             | 12    | 1     |
| Envigado FC · (cedido) · Colombia    | 1.ª           | F-2006        | 11    | 0     | -     | -     | -             | -             | 11    | 0     |
| Envigado FC · (cedido) · Colombia    | Total club    | Total club    | 11    | 0     | 0     | 0     | 0             | 0             | 11    | 0     |
| Junior · (cedido) · Colombia         | 1.ª           | 2010          | 21    | 2     | -     | -     | 2             | 0             | 23    | 2     |
| Junior · (cedido) · Colombia         | Total club    | Total club    | 21    | 2     | 0     | 0     | 2             | 0             | 23    | 2     |
| La Equidad · Colombia                | 1.ª           | 2014          | 27    | 2     | 8     | 0     | -             | -             | 35    | 2     |
| La Equidad · Colombia                | Total club    | Total club    | 27    | 2     | 8     | 0     | 0             | 0             | 35    | 2     |
| Atlético Bucaramanga · Colombia      | 2.ª           | 2015          | 22    | 4     | 5     | 2     | -             | -             | 27    | 6     |
| Atlético Bucaramanga · Colombia      | Total club    | Total club    | 22    | 4     | 5     | 2     | 0             | 0             | 27    | 6     |
| Caracas FC · Venezuela               | 1.ª           | 2016          | 19    | 3     | -     | -     | 1             | 1             | 20    | 4     |
| Caracas FC · Venezuela               | Total club    | Total club    | 19    | 3     | 0     | 0     | 1             | 1             | 20    | 4     |
| Total carrera                        | Total carrera | Total carrera | 315   | 57    | 28    | 8     | 15            | 2             | 358   | 67    |

### Selección
| Selección                | Año                      | Partidos | Goles |
| ------------------------ | ------------------------ | -------- | ----- |
| Colombia Mayores         | 2008                     | 1        | 0     |
| Total                    | Total                    | 1        | 0     |
| Total Selección Colombia | Total Selección Colombia | 1        | 0     |

## Palmarés

### Torneos nacionales
| Título               | Club                   | País     | Año  |
| -------------------- | ---------------------- | -------- | ---- |
| Torneo de Reservas   | C.S.A. América de Cali | Colombia | 2003 |
| Primera B            | Real Cartagena F.C.    | Colombia | 2004 |
| Torneo Finalización  | C.S.A. América de Cali | Colombia | 2008 |
| Torneo Apertura      | C.A. Junior            | Colombia | 2010 |
| Primera B (Apertura) | C.S.A. América de Cali | Colombia | 2012 |
| Primera B            | C.A. Bucaramanga       | Colombia | 2015 |